# Kompleks Hazrati Imam
Kompleks Hazrati Imam (uzbeško: Hazrati Imom majmuasi) (znan tudi kot Hastimom ali Hastim) je arhitekturni spomenik iz 16. do 20. stoletja v okrožju Olmazor v mestu Taškent v Uzbekistanu. Kompleks sestavljajo medresa Muji Muborak, mavzolej Hazrati Imama (Kaffol Šoši), medresa Barak kana, mošeja Hazrati Imam, mošeja Tilla šah in Islamski inštitut Imam al-Buhari. Ansambel je bil zgrajen v bližini groba Hazrati Imama, strokovnjaka za Koran in hadise, enega prvih pridigarjev islama v Taškentu, pesnika in obrtnika, hazreti imama (njegovo polno ime je Abu Bakr ibn Ismail al-Kaffal aš-Šošij).
Po zgodovinskih virih je bil Hazrati Imam tudi mojster izdelovanja ključavnic in ključev, zaradi česar je dobil vzdevek Kaffol, kar pomeni 'ključavničar'. Govoril je tudi 72 jezikov in prevedel Staro zavezo (Tora) v arabščino.
Poleg stavb je tu še knjižnica orientalskih rokopisov in Koran kalifa Uthmana. Je edini ohranjeni originalni rokopis Korana. To dokazuje potrdilo, ki ga je 28. avgusta 2000 izdala mednarodna organizacija UNESCO.
Danes je kompleks Hazrati Imam v delu Taškenta, imenovanem Staro mesto in je preživel močan potres leta 1966. Leta 2007 je bilo z odlokom predsednika Republike Uzbekistan Islama Karimova ustanovljeno javno združenje Hazrati Imam (Hastimom), izvedena pa so bila tudi gradbena in obnovitvena dela za obnovitev prvotnega zgodovinskega videza kompleksa Hazrati Imam.

## Zgodovina
Kompleks Hazrati Imam je bil zgrajen okoli grobnice imama Abu Bakra Muhameda ibn Alija Ismoila aš-Kafola Šošija. Grobnica in okoliški arhitekturni spomeniki so poimenovani po Hazrati Imamu. Sprva je bil s sredstvi Abdulaha Kana II. zgrajena medresa Barak kana, nato mavzolej Hazrati Imama (Kaffol Šoši) in leta 1579 mavzolej Šaha Bobohodžija (ki se ni ohranil). Sredi 19. stoletja so bili v kompleksu Hazrati Imam zgrajeni Taškentski namazgoh (mošeja Tilla šah), medresa Muji Muborak in mošeja Džuma (ki se ni ohranila). V začetku 20. stoletja je bila mošeja Tilla šah obnovljena in dobila novo podobo. Tukaj je bil pokopan tudi Ešon Bobohon. V kompleksu Hazrati Imam je sedež Uprave muslimanov Uzbekistana.

### Mošeja Tilla šah
Mošejo Tillashayx je zgradil slavni taškentski šejk Tilla šah konec 19. in v začetku 20. stoletja, natančneje med letoma 1890 in 1902. Lokalna uprava Ruskega imperija je mošejo Tilla šah zaprla kmalu po začetku delovanja. Mošejo so zadnjič obnovili leta 1902. Mošeja je bila zaprta v 1930-ih in spremenjena v artel (zadrugo obrtnikov). Leta 1943, ko je bilo dano dovoljenje za vzpostavitev verskega nadzora nad muslimani Srednje Azije in Kazahstana, je bila ena prvih mošej, ki je ponovno začela delovati, Tilla šah. Mošejo je v letih 1955–1963 obnovil mojster Širin Murodov. V letih 1972–1973 je bila mošeja obnovljena in razširjena, na strani kible je bila zgrajena nova hanka, zid na obeh straneh prejšnjega mihraba pa je bil odstranjen in dodan.

### Medresa Barak kana
Medresa Barak kana je arhitekturni spomenik, ki ga je iz žganih opek zgradil arhitekt Gulom Husain v drugi polovici 16. stoletja (1531–1532) po naročilu vnuka Mirza Ulug Beka, Navroza Ahmadhona, z vzdevkom "Barak kan". V medresi sta dva mavzoleja - prvi je mavzolej Sujunčo jahon, ki je bil postavljen na grobu Sujunčo jahona, prvega vladarja Taškenta iz rodbine Šajbanidov, in drugi je brezimni mavzolej. Ta mavzolej je bil zgrajen za Barak kana, vendar je bil ta kasneje pokopan v Samarkandu. Vrata celic so okrašena s slonovino in barvnimi kovinami. Medresa Barak kana je imela leta 1868 34 celic, mošejo in predavalnico. Medresa je bila močno poškodovana v potresu leta 1886, njena 22-metrska kupola pa se je zrušila. Do leta 1917 je bila medresa spremenjena v študentski dom. Od leta 1936 se medresa uporablja kot društvo slepih in skladišče. Stavba je bila do konca leta 2006 sedež Uprave muslimanov Uzbekistana.

### mavzolej Hazrati Imama (Kaffol Šoši)
Mavzolej Kafol Šoši je bil zgrajen iz žganih opek arhitekta Gulom Huseina v 16. stoletju (1541–1542). Mavzolej je bil poimenovan po Abu Bakru Muhammadu ibn Aliju Ismoilu Kafolu aš Šošiju.

### Medresa Muji Muborak
Medreso Muji Muborak je v letih 1856–1857 v kompleksu Hazrati Imam v Taškentu, v času vladavine dinastije Ming, zgradil iz žganih opek taškentski vladar Mirzo Ahmad Kušbegi. Danes ta medresa hrani starodavni Koran (Usmon Mus'haf), ki je bil napisan v hidžazi pisavi na jelenji koži med kalifatom Usmon (644–656) in ustvarjen v letih 644–648. Ta sveti Koran velja za enega najredkejših rokopisov in ga je v 14. stoletju iz Sirije prinesel Amir Timur. Na sredini dvorišča je grobnica velikosti 7 x 6 metrov, pokrita s kupolo in celicami. Medresa je bila sestavljena iz 13 celic in mošeje.

### Mošeja Hazrati Imam Džome
Mošeja Hazrati Imam Džome je bila zgrajena leta 2007 na pobudo predsednika Republike Uzbekistan Islama Karimova. Ministrstvo za pravosodje jo je registriralo 27. decembra 2007. Mošeja služi soseskam Hazreti imam, Šoši, Istiklol in Namuna. Dolžina obokane dvorane je 77 metrov, širina 22 metrov, z mihrabom pa 24 metrov. Kupole so visoke 35 metrov in široke 25 metrov. Mošeja ima 14 velikih in 48 majhnih svetilk, v središču dvorane pa je nameščena kupola v obliki podolgovate elipse. V mošeji sta dva minareta, enega sta zgradila mojstra Ibrahim in Erkin iz Horezma, drugega pa mojster Šarif s svojo ekipo iz Samarkanda. Eden od minaretov je bil dokončan v 26 dneh, drugi pa v 28 dneh. Višina minaretov je 52 metrov. Stebri na dvorišču so izdelani iz sandalovine, pripeljane iz Indije, in so visoki 8,6 metra ter okrašeni z rezbarijami.

### Islamski inštitut Imam al-Buhari
Taškentski islamski inštitut, poimenovan po Imamu Buhariju, je bil ustanovljen leta 1969. Je pod nadzorom Uprave muslimanov Uzbekistana. Obnovljen je bil z resolucijo Sveta za verske zadeve pri Svetu ministrov Sovjetske zveze o odprtju višje medrese v Taškentu. Stavba mošeje Namazgoh na območju Hazrati Imam (Hamza, zdaj ulica Zarkajnar, ulica 18-berk, hiša 47) je bila dodeljena za medreso. 1. novembra 1971 (12. dan ramadana leta 1391 po hidžri) je višja medresa začela delovati.
Študij v višji medresi traja 4 leta, pouk pa poteka v uzbeškem in arabskem jeziku. V prvem študijskem letu je bilo v inštitut (mahad) sprejetih dvajset študentov. Izobraževalna ustanova se je sprva imenovala Višja verska medresa (Visshaya duxovnaya shkola, rusko: Высшая духовная школа). Leta 1974 je bila ob 1200. obletnici rojstva imama Buharija ta izobraževalna ustanova poimenovana po učencu in se je imenovala Višji mahad, Taškentski islamski inštitut.
Od leta 2003 se diplomantom inštituta z odlokom kabineta ministrov Republike Uzbekistan podeljujejo diplome. Leta 2007 je bila zgrajena nova dvonadstropna stavba inštituta. Leta 2021 so dvonadstropni glavni stavbi inštituta dodali štirinadstropno stavbo s 27 sobami za študente in kopalnico za 45 oseb ter tretje nadstropje s 17 učilnicami, konferenčno dvorano in informacijsko-virnim centrom.
Od leta 2017 na ozemlju kompleksa poteka gradnja stavbe Centra islamske civilizacije pod okriljem kabineta ministrov Republike Uzbekistan.

## Kalifa Usmana Koran
Poleg stavb ima kompleks Hazrati Imam knjižnico orientalskih rokopisov in kalifa Usmanav Koran ali Samarkandski kufski Koran. Koran ima 353 pergamentnih listov. Koran je bil najprej shranjen v Medini, nato v Damasku in Bagdadu. Koran je Amir Timur v 14. stoletju prinesel iz Bagdada v Samarkand. Leta 1869 so Usmanov Koran odpeljali v Sankt Peterburg, kjer so potrdili njegovo pristnost. Kasneje so ga od tam preselili v Ufo, nato pa so ga pripeljali v Taškent in ga zdaj hranijo v kompleksu Hazrati Imam.
Usmonski Koran, ki se hrani v Taškentu, velja za edini originalni rokopis Korana, ki je dosegel nas. To potrjuje potrdilo, ki ga je 28. avgusta 2000 izdala Mednarodna organizacija UNESCO.

## Arhitektura
Videz kompleksa Hazrati Imam je bil ustvarjen na podlagi starodavnih tradicij, kompleks pa sestavljata dve kupoli in dva minareta. Desni minaret sta zgradila horezmska mojstra Ibrohim in Erkin, levega pa skupina obrtnikov pod vodstvom Šarifa Uste iz Samarkanda. Minareta sta visoka 53 metrov. Na vhodu v mošejo je portik z 20 stebri iz sandalovine. Kupoli imata posebno zasnovo, ki omogoča, da sončni žarki osvetljujejo mošejo od zore do mraka. Notranjost obeh kupol je prekrita z zlatimi lističi. V 16. stoletju so v kompleksu zgradili vrt, portike in bazen, bazen pa so okrasili z modrimi ploščicami, prirejali pa so tudi ljudske festivale.
Napise v kompleksu Hazrati Imam je napisal šejk Abdulaziz Mansur pod uredništvom Habibuloha Soliha, Islombeka Mohameda in Abdulgofurja Hakberdija. Pod podstavki so nameščena lesena vrata, ki vodijo do mošejskih kril na desni in levi strani podstavkov ter do dvorišča džume na sredini. Kanka je dolga 77 metrov in široka 22 metrov, skupaj z mihrabom pa 24 metrov. Krila so dolga 35 metrov in široka 25 metrov.

## Opis
Leta 2007 je mufti Uprave muslimanov Uzbekistana, Usmonxon Alimov, napisal knjigo o kompleksu Hazrati Imam. Knjiga vsebuje informacije o ulicah, soseskah in medresi Muji Muborak, mavzolej Hazrati Imama (Kaffol Šoši), medresi Barak kana, mošeji Hazrati Imam Džuma in mošejah Tilla šah v starem mestnem jedru Taškenta.
Na predvečer 2200. obletnice mesta Taškent so bile izdane poštne znamke, ki prikazujejo arhitekturne spomenike in stavbe v Taškentu, ki združujejo starodavne in sodobne arhitekturne tradicije.
Znamke so v obliki majhnih listov, ki vsebujejo skupno 8 znamk. Znamke vključujejo Mednarodni poslovni center Taškent, stavbo senata, stavbo Oliy Majlisa, palačo Turkiston, Državni zgodovinski muzej Temurilar, kompleks Hazrati Imam, Spominski muzej mučenikov Katagon, medreso Barak kana in delček zemljevida Velike svilne poti. Znamke so bile dane v obtok 17. avgusta 2009.
Na podlagi odloka predsednika Republike Uzbekistan iz leta 2007 »O podpori javnemu združenju Hazrati Imam (Hastimom)« PQ-587 je bilo Ministrstvu za finance Republike Uzbekistan naloženo, da iz zakladnice kabineta ministrov dodeli 500 milijonov sumov za podporo dejavnostim javnega združenja Hazrati Imam.